# نانسی کرول
 نانسی کرول (انگلیسی: Nancy Carroll؛ ۱۹ نوامبر ۱۹۰۳ – ۶ اوت ۱۹۶۵) یک هنرپیشه اهل ایالات متحده آمریکا بود. وی بین سال‌های ۱۹۲۳ تا ۱۹۶۵ میلادی فعالیت می‌کرد.